# Five (film din 1951)
Cinci  (titlu original Five) (1951) este un film SF, post-apocaliptic regizat și produs de Arch Oboler. În film interpretează William Phipps, Susan Douglas Rubes, James Anderson, Charles Lampkin și Earl Lee. 
Titlul se referă la numărul supraviețuitorilor unui dezastru global cauzat de bombe atomice care au șters rasa umană de pe fața Pământului. Potrivit lui Robert Osborne de la Turner Classic Movies, acest film este primul care descrie urmările unei astfel de catastrofe.

## Distribuția
- William Phipps este Michael Rogin
- Susan Douglas Rubes este Roseanne Rogers
- James Anderson este Eric
- Charles Lampkin este Charles
- Earl Lee este Oliver P. Barnstaple